# Pietro Ebner
Pietro Ebner (Ceraso, 13 febbraio 1904 – Ceraso, 11 giugno 1988) è stato uno storico, numismatico e medico italiano.

## Biografia
Nacque a Ceraso nel 1904, figlio di  Francesco, notaio e avvocato, e di Teresa Giordano. Compì i suoi studi liceali al "Liceo Ginnasio Giambattista Vico di Nocera Inferiore proseguendoli poi all'Università di Napoli dove, il 6 luglio 1928, conseguì la Laurea in Medicina discutendo una tesi di chimica biologica.
Iniziò nel 1930 la professione di medico a San Giacomo Filippo in provincia di Sondrio, frequentando al contempo l'Università di Milano dove ricevé, il 10 gennaio 1933, la specializzazione in Pediatria.
Risalgono al 1930 le prime collaborazioni a varie riviste di argomento medico come la Rivista medica, La medicina pratica, La medicina italiana.
Ritornato nel Cilento nel 1936, esercitò sempre la professione di medico condotto, prima a Casal Velino (per due anni) e poi, fino al collocamento a riposo, a Ceraso.

## Lo studioso
Per tutta la vita Pietro Ebner fu un appassionato e instancabile cultore degli studi storici, archeologici, numismatici ed epigrafici, focalizzati, ma non limitati, sulle vicende che interessarono la sua terra.
Egli vi si dedicò applicandovi il suo particolare metodo, improntato ad una rigorosa e certosina ricerca delle fonti documentali cui affiancava necessariamente il puntuale riscontro con la realtà dei luoghi.
L'applicazione di questo metodo lo vide perennemente in movimento per borghi, contrade, abitazioni, archivi e biblioteche, di dominio pubblico e privato, e ovunque il suo intuito di ricercatore lo conducesse. Divenne così frequentatore abituale dell'Archivio di Stato di Napoli e di quello di Salerno, dell'archivio benedettino della Badia di Cava de' Tirreni, di quelli diocesani di Vallo della Lucania e Teggiano e degli innumerevoli archivi parrocchiali e privati. Riuscì bene a conciliare questa attività di studio con l'esercizio della professione medica che, per sua stessa natura, lo metteva in contatto con persone, luoghi, abitazioni consentendogli una conoscenza capillare e approfondita del territorio, della sua geografia, della toponomastica, delle tradizioni orali e della cultura materiale e immateriale.

### I contatti con il mondo accademico
La scientificità e la rilevanza del suo lavoro di ricerca gli aprirono le porte alla collaborazione a riviste numismatiche, storiche e archeologiche di primaria importanza, anche straniere.
Gli guadagnarono inoltre la stima, la frequentazione e l'amicizia di valenti studiosi del calibro di  Giovanni Pugliese Carratelli, Mario Napoli, Marcello Gigante, Leopoldo Cassese, Pietro Laveglia, Venturino Panebianco,  Carlo Diano,  Nicola Acocella, Gabriele De Rosa, Antonio Cestaro, Francesco Volpe e molti altri.
Fu proprio l'incontro con Giovanni Pugliese Carratelli, ad un convegno internazionale a Velia, ad indurlo a collaborare, dal 1964, a La Parola del Passato, la rivista da lui diretta.
Partecipò, come relatore, a convegni scientifici internazionali tra i quali vanno ricordati i Convegni di studio sulla Magna Grecia di Taranto e il Secondo congresso internazionale di studi sulla Sicilia antica.
La frequentazione di Mario Napoli, Cassese, Laveglia, Panebianco e il gruppo che si raccoglieva attorno alla Rassegna storica salernitana, allora diretta proprio da Cassese, lo spinsero ad aggiungere, agli interessi sulla storia antica, quelli incentrati sull'erudizione storica, che, estesi su un orizzonte temporale vastissimo, richiesero un'imponente mole di lavoro.

## Opera

### Lo storico del Cilento
L'importanza degli studi sul Cilento fu intuita fin dal 1967 da Gabriele De Rosa che volle Ebner in una struttura di ricerca universitaria, quale membro del comitato scientifico del Centro Studi per la storia del Mezzogiorno all'Università di Salerno e collaboratore della nascente rivista Ricerche di storia sociale e religiosa. Sarà proprio questa ad ospitare un articolo di Ebner in apertura della prima uscita della rivista nel 1972.
Nel 1975 sarà tra i fondatori dell'Istituto per le ricerche di storia sociale e religiosa di Vicenza. Successivamente sarà anche membro del comitato scientifico dell'Associazione per la storia sociale del mezzogiorno e dell'area mediterranea.
L'enorme lavoro di ricerca, elaborazione e riscontro dei materiali archivistici, confluì, dal 1973 al 1982, su sollecitazione di De Rosa, nell'edizione della monumentale Trilogia sulla Storia del Cilento: alla Storia di un feudo del mezzogiorno. La Baronia di Novi del 1973 seguì Economia e società nel Cilento medievale nel 1979 e, nel 1982, Chiesa, baroni e popolo nel Cilento. L'opera, per un totale di oltre 3000 pagine in cinque tomi, fu pubblicata dalle Edizioni di Storia e Letteratura di Roma, nella collana Thesaurus Ecclesiarum Italiae Recentioris Aevi.
Inserendosi nel filone di rinnovamento degli studi promosso da Cassese e De Rosa, contribuì a ricostruire un volto storico del Cilento non più relegato in quella oscillazioni tra due opposti stereotipi: la borbonica terra dei tristi e la liberale terra degli eroi. 

### Storia di un Feudo del Mezzogiorno
L'opera ripercorre in maniera particolareggiata tutta la storia di una zona del Cilento interno che va da Cuccaro Vetere a Monteforte Cilento e che comprendeva gli antichi stati di Magliano, Gioi, Novi e Cuccaro.
In una delle appendici, dedicata alla diocesi di Paestum-Capaccio-Vallo della Lucania, viene riportata una cronologia ampliata e aggiornata dei vescovi pestani.

### Economia e società nel Cilento medievale
In quest'opera l'autore si diffonde in una dettagliata pubblicazione di statuti municipali, editi e inediti, da lui inseriti in una trattazione dell'ambiente economico, civile, sociale e politico del Gastaldato di Lucania e dei feudi e comunità locali che insistono sul territorio oggi denominato estensivamente con il nome di Cilento e Vallo di Diano.

### Chiesa, baroni e popolo nel Cilento
Questa amplissima opera presenta un'estesissima e diffusissima disamina della storia politica, civile e religiosa di tutti i centri abitati, viventi o scomparsi, dell'area del Cilento e Vallo di Diano.

## Pubblicazioni
I suoi infaticabili studi storia del Cilento antico hanno dato luogo alla fondamentale e ponderosa trilogia:
- Storia di un Feudo del Mezzogiorno. Edizioni di Storia e Letteratura, Roma, 1973
- Economia e Società nel Cilento Medievale. Edizioni di Storia e Letteratura, Roma, 1979
- Chiesa, Baroni e Popolo nel Cilento. Edizioni di Storia e Letteratura, Roma 1982

A essi va ad aggiungersi il suo contributo alla storia del paese natale:
- Per una storia di Ceraso, 1985

Elenchi delle sue pubblicazioni su riviste e giornali sono disponibili sul web, ad esempio agli indirizzi:
- Elenco di pubblicazioni dal sito dedicato a Pietro Ebner
- Una bibliografia di Pietro Ebner, su cilentocultura.it. URL consultato il 3 giugno 2007 (archiviato dall'url originale il 13 agosto 2007).

Quasi tutte le sue collaborazioni sono state collazionate e ripubblicate, dopo la sua morte, a cura del Centro di Promozione Culturale per il Cilento, con il patrocinio dell'Istituto Italiano per gli Studi Filosofici:
- Studi sul Cilento, in due volumi, 1996 (pubblicazione postuma)